# Caloenas
Caloenas é um gênero de pombos que reúne três espécies, sendo o pombo-de-nicobar a única delas ainda viva.

## Espécies
- Caloenas nicobarica - pombo-de-nicobar
- † Caloenas canacorum (Balouet & Olson, 1989)
- † Caloenas maculata